# U 603
U 603 war ein deutsches Unterseeboot des Typs VII C. Diese U-Bootklasse wurde auch „Atlantikboot“ genannt. Es wurde durch die Kriegsmarine während des U-Boot-Krieges im Nordatlantik eingesetzt und versenkte 4 Schiffe mit zusammen 17.597 BRT. Bei seiner Versenkung am 1. März 1944 starb die gesamte 51-köpfige Besatzung.

## Technische Daten
Erst nach Kriegsbeginn ergingen Bauaufträge an die Hamburger Werft Blohm & Voss. Der sechste Auftrag an diese Werft umfasste neben U 603 insgesamt zehn Boote, alle vom Typ VII C. Ein U-Boot dieses Typs hatte eine Länge von 67 m und unter Wasser eine Verdrängung von 865 m³. Es wurde über Wasser von zwei Dieselmotoren angetrieben, die eine Geschwindigkeit von 17 kn erreichten. Unter Wasser gewährleisteten zwei Elektromotoren eine Höchstgeschwindigkeit von 7 kn. Die Bewaffnung dieser U-Bootklasse – auch „Atlantikboot“ genannt – bestand bis 1944 aus einer 8,8-cm-Kanone und einer 2-cm-Flak an Deck, sowie vier Bugtorpedorohren und einem Hecktorpedorohr.

## Kommandanten
- Kurt Kölzer wurde am 14. März in Gelsenkirchen geboren und trat 1929 in die Reichsmarine ein. Er übernahm das Kommando auf U 603 am 2. Januar 1942 und gab es krankheitsbedingt am 12. September 1942 wieder ab.
- Hans-Joachim Bertelsmann wurde am 29. April 1916 in Cuxhaven geboren, trat 1936 in die Kriegsmarine ein und absolvierte seine U-Bootausbildung 1941. Er fuhr bis 1942 als Wachoffizier auf U 71 kommandierte das Schulboot U 142 und befehligte U 603 erstmals von September 1942 bis Mai 1943. Ende Januar 1944 übernahm er erneut das Kommando.
- Rudolf Baltz wurde am 2. Juli 1920 in Berlin geboren, trat 1938 in die Kriegsmarine ein und fuhr von Januar 1942 bis März 1943 als 1. Wachoffizier auf U 630. Nach Absolvierung seines Kommandantenlehrgangs übernahm er im Mai das Kommando auf diesem Boot, das er im Januar 1944 an Kapitänleutnant Bertelsmann übergab.

## Einsatz und Geschichte
U 603 absolvierte vier Feindfahrten, auf denen es ausschließlich im Nordatlantik patrouillierte. Während seiner Einsätze hatte dieses Boot im Rahmen der Einsätze der U-Bootgruppen „Ritter“, „Raubgraf“, „Drossel“ und „Geier“ Anteil an Geleitzugschlachten. Den Kommandanten Bertelsmann und Baltz gelang es mit U 603  insgesamt vier Schiffe zu versenken.

### Entdeckung eines Konvois
U 603 war am 23. November 1942 aus Bergen ausgelaufen und war auf seiner ersten Feindfahrt im Nordatlantik, als der Kommandant erkrankte. Das Boot hatte bereits Kurs auf Frankreich, als am 4. Dezember ein Geleitzug entdeckt wurde, der sich auf den Weg nach Gibraltar befand. U 603 wurde von den Geleitfahrzeugen aufgespürt, als Kommandant Bertelsmann versuchte, das Boot an den Konvoi heranzunavigieren, und zwei Stunden lang mit Wasserbomben belegt. Die Peilzeichen des Bootes führten vier weitere U-Boote heran. U 603 lief daraufhin auf schnellstem Wege Brest an. Die Angriffe der herangeeilten U-Boote auf den Gibraltarkonvoi wurden wegen dessen starker Luftsicherung am 6. Dezember abgebrochen.

### Ritter und Knappen
Am 7. Februar 1943 lief U 603 zu seiner zweiten Feindfahrt aus. Auf der Anfahrt zum vorgesehenen Operationsgebiet wurde Kommandant Bertelsmann angewiesen, nach einem Geleitzug zu suchen, der von U 155 dem Seegebiet, in dem sich U 603 befand aufgespürt worden war. Die erfolglose Suche wurde jedoch am 12. Februar nach einem Tag aufgegeben. Im Frühjahr 1943 hatte die U-Bootführung auf der nordatlantischen Konvoiroute insgesamt drei U-Bootgruppen – Ritter, Knappen und Neptun – etabliert, die das Geleitzugsystem stören sollten. U 603, immer noch auf der Anfahrt ins vorgesehene Operationsgebiet, wurde der Gruppe Ritter zugeteilt, nachdem am 20. Februar der Geleitzug ON 166 entdeckt worden war. Es gelang Kommandant Bertelsmann, sein Boot durch den Geleitschutz des Konvois hindurch zu manövrieren und am Nachmittag des 21. Februar ein norwegisches Schiff, das bereits von U 332 torpediert worden war, zu versenken.
- am 21. Februar 1943 norwegisches Motorschiff Stigstad (Lage) mit 5964 BRT versenkt

Zu diesem Zeitpunkt befand sich der Geleitzug im sogenannten „gap“, einer Region des Atlantiks, die nicht von den Flugzeugen der Alliierten erreicht werden konnte. Der Schutz von ON 166 oblag also allein den Geleitschiffen, die für zwei Tage die angreifenden U-Boote von weiteren Erfolgen abhalten konnten. In der darauf folgenden Nacht gelang es jedoch Kommandant Holtring mit U 604 das Rettungsschiff Stockport zu versenken, das eine Huff-Duff-Anlage an Bord hatte, deren Einsatz die Lokalisierung der deutschen U-Boote im Wesentlichen ermöglichte. Daraufhin gelang es einigen der deutschen U-Boote – unter anderem U 603 – erneut den Geleitschutz zu überwinden und an den Geleitzug heranzukommen und Versenkungen zu erzielen.
- am 23. Februar 1943 norwegisches Motorschiff Glitrefjell (Lage) mit 6409 BRT versenkt.

### Raubgraf

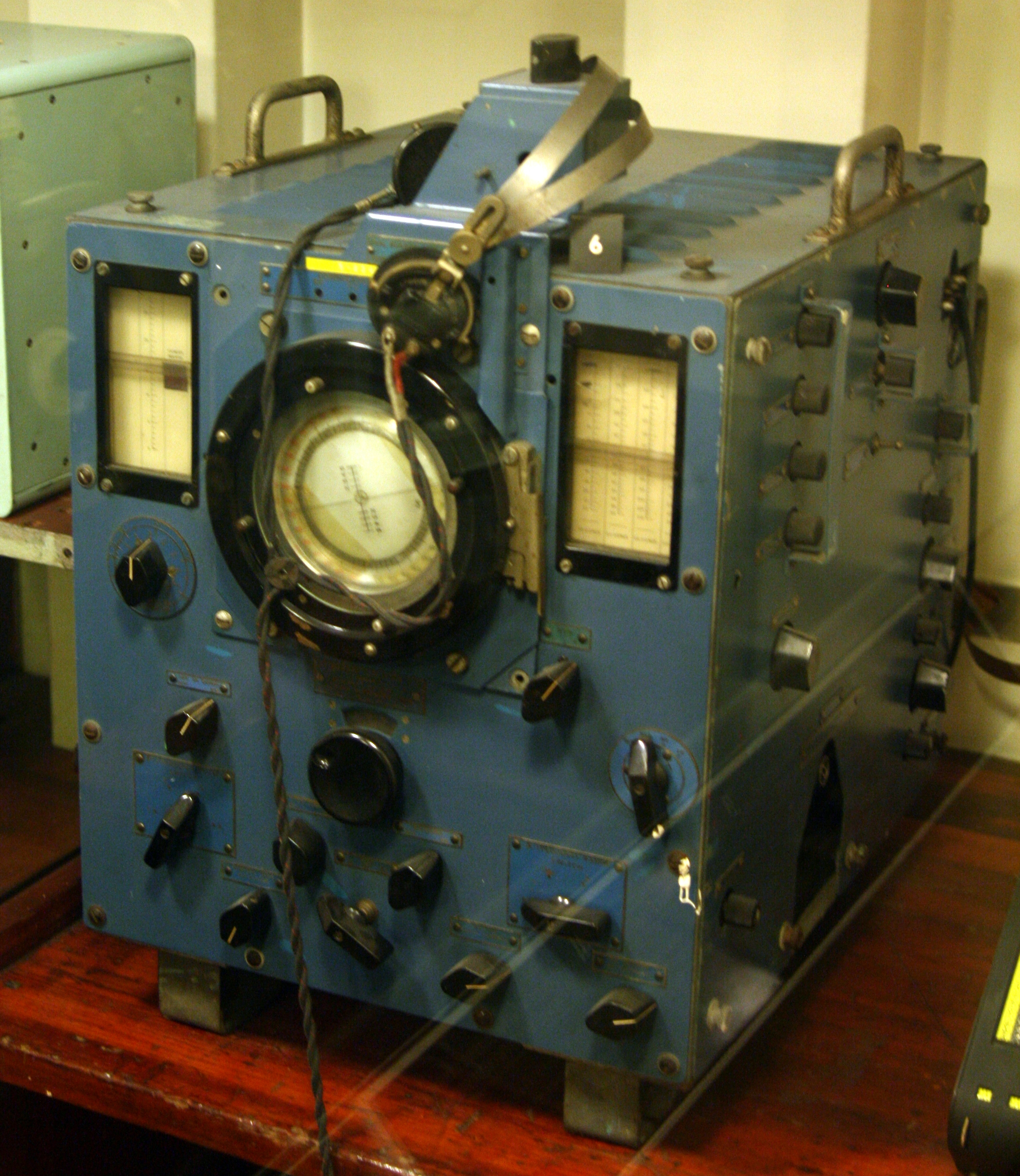
„Huff-Duff“ Funkpeilgerät

Im Frühling 1943 verließen zwei Geleitzüge New York City, der schnelle Konvoi HX 229 und der langsamere und größere SC 122, dessen geplante Strecke der U-Bootführung durch dechiffrierten Funkverkehr bekannt war. U 91 kreuzte am 15. März zufällig den Kurs von HX 229 und meldete ihn, der zunächst fälschlich als SC 122 identifiziert wurde. U 603 war der U-Bootgruppe „Raubgraf“ zugeteilt, die zur Mitte des März den Geleitzug ON 170 attackiert hatte, wobei U 603 als Fühlungshalter fungiert und dadurch mehrfach die Geleitschiffe des Konvois auf sich gezogen hatte. Der U-Bootführung war nicht bekannt, dass es den Alliierten möglich war, funkende U-Boote mit dem Schiffs-Funkpeilgerät „High Frequency Direction Finder HF/DF“ (auch als „Huff-Duff“ bezeichnet – siehe Bild rechts) anzupeilen. Unter besonderer Gefahr agierte also stets das fühlungshaltende Boot, welches nach den Maßgaben der Rudeltaktik Signale abzugeben hatte, um weitere U-Boote an einen Geleitzug heranzuführen. Am 16. März eröffnete U 603 den Angriff auf den neu entdeckten Geleitzug SC 122 (alias HX 229). Kommandant Bertelsmann gelang die erste Versenkung dieser Attacke.
- am 16. März 1943 norwegisches Motorschiff Elin K. (Lage) mit 5214 BRT versenkt

U 603 hatte damit allerdings auch seine letzten Torpedos verschossen und wurde wiederum mit der Aufgabe des Fühlungshalters betraut, die das Boot bis zum 18. März ausführte.
Das Boot erreichte das vorgesehene Operationsgebiet zwischen Grönland und Neufundland auf dieser Feindfahrt nicht und kehrte am 26. März nach Brest zurück.

### Drossel und Geier
Die U-Bootgruppe „Drossel“ hatte im April relativ ergebnislos bei Kap Finisterre patrouilliert. Nach einigen Ausfällen, unter anderem durch Kollisionen, hatte sich die Anzahl der beteiligten Boote auf nunmehr Fünf verringert. Als am 9. Mai der Geleitzug HX 237 entdeckt wurde, schloss sich darum unter anderem auch U 603 dieser U-Bootgruppe an, die sich auf die Jagd nach diesem Konvoi begab. Der 23-jährige Rudolf Baltz, bisher 1. Wachoffizier auf U 603, hatte das Kommando übernommen, da Hans-Joachim Bertelsmann krankheitsbedingt in Brest bleiben musste. Am 12. Mai entdeckte Kommandant Baltz einen Nachzügler von HX 237, der gegen halb zwei Uhr nachmittags mit einem Torpedo versenkt wurde.
- am 12. Mai 1943 norwegischer Dampfer Brand mit 4416 BRT versenkt.

Die U-Bootgruppe „Trutz“ hatte im Sommer 1943 die Aufgabe, im Mittelatlantik nach alliierten Geleitzügen zu suchen. Es gelang aber der alliierten Operationsführung, diese Gruppe erfolgreich anzugreifen und, da die Positionen der Boote mit Huff-Duff-Peilung ermittelt worden waren, auch zwei Geleitzüge um sie herum zu manövrieren. Die Misserfolge der Gruppe „Trutz“ führten zu deren Auflösung, die Boote wurden angewiesen, in kleineren Gruppen zu operieren. U 603 wurde der Gruppe „Geier“ zugeteilt, deren Boote durch die effiziente britische Luftsicherung stark bedrängt wurden und keine Erfolge erzielen konnten. Nachdem U 603 am 8. Juli von einer Catalina attackiert worden war, entschloss sich der Kommandant, die Feindfahrt zu beenden und kehrte nach Brest zurück.

## Versenkung
Im Frühjahr 1944 wurde U 603 einer Gruppe von U-Booten zugeteilt, die sich nördlich der Azoren mit einem U-Tanker, einer sogenannten „Milchkuh“, zur Versorgung treffen sollte. Über die Absicht dieser U-Gruppe erhielten die Alliierten Nachricht und setzten die US-amerikanische Task Group 21.16, die aus vier Zerstörern und einem Geleitflugzeugträger bestand, auf die deutschen Boote an. Am 22. Februar wurde die U-Gruppe aufgespürt, nachdem das zu dieser Zeit aufgetaucht fahrende U 709 mit Radar entdeckt worden war. Der Angriff erfolgte dementsprechend zunächst mit Schiffsartillerie und wurde mit Hedgehog fortgesetzt, nachdem das U-Boot tauchte. Während die Zerstörer U 709 mit Asdic nachspürten, fand einer, Bronstein, ein weiteres Boot und versenkte es durch einen Wasserbombenangriff. Es wird angenommen, dass es sich dabei um U 603 gehandelt hat. (Lage)